# Indústrias Reunidas Fábricas Matarazzo

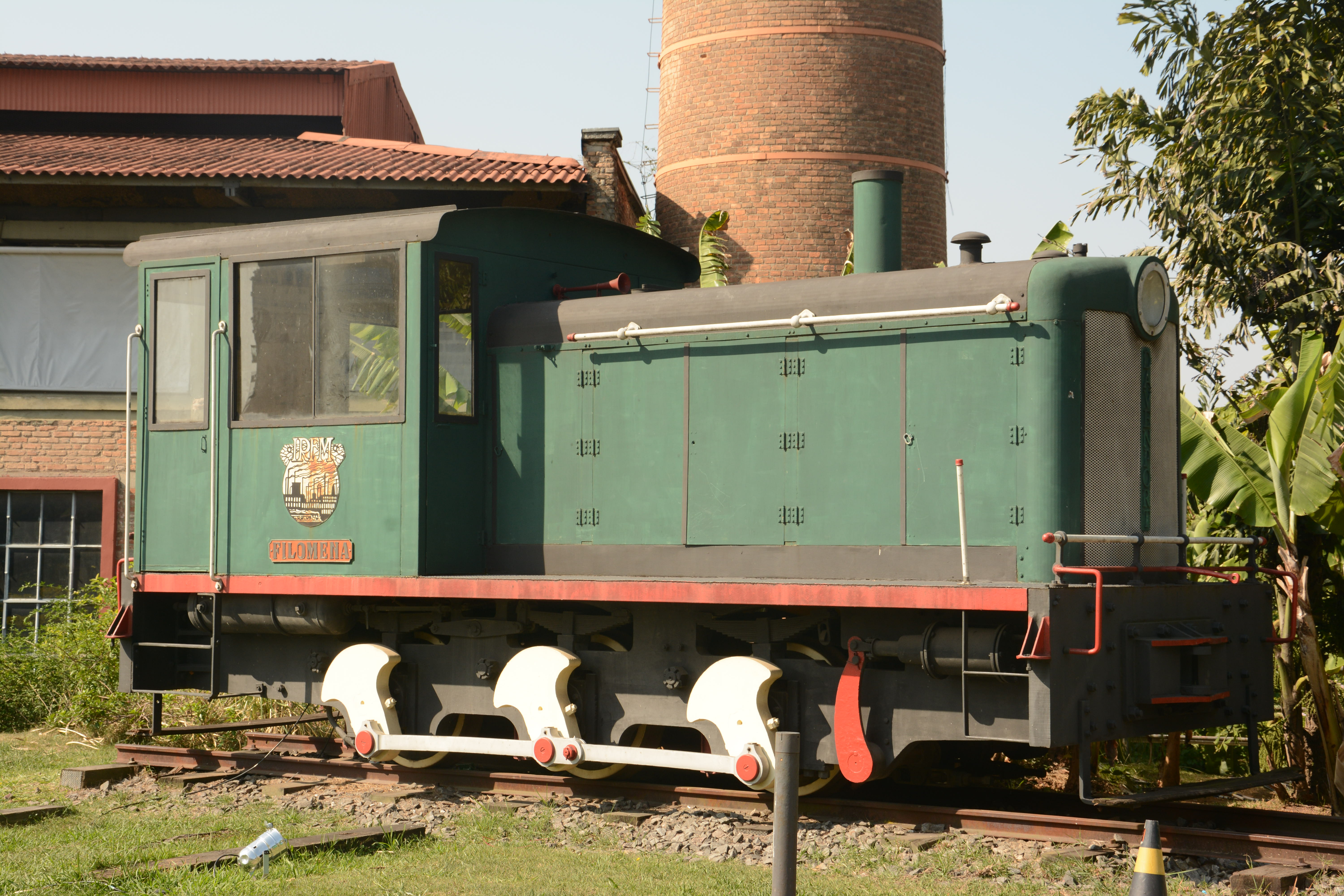
Una locomotiva IRFM

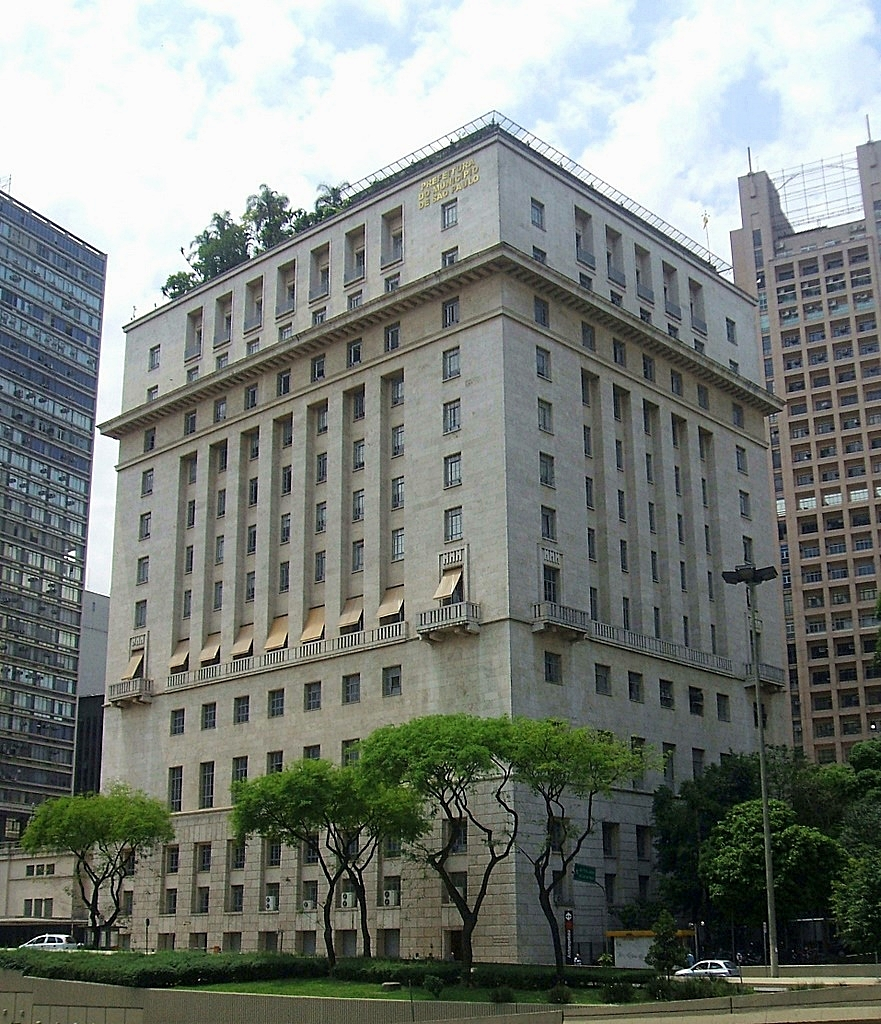
L'ex sede della Matarazzo a San Paolo (fino al 1974), costruita nel 1937 dall'architetto Marcello Piacentini e conosciuto come Edificio Matarazzo

Le Indústrias Reunidas Fábricas Matarazzo (IRFM), con sede nella città di San Paolo del Brasile, sono state il più grande gruppo aziendale dell'America Latina, arrivando, all'apice del loro sviluppo, negli anni '40 del '900, a comprendere circa 350 aziende in diversi settori quali l'alimentare, il tessile, la produzione di bevande, i trasporti terrestri e marittimi, il portuale, il ferroviario, il cantieristico navale, il metallurgico, l'agricolo, l'energetico, il bancario, l'immobiliare e altri.
Impiegavano circa il 6% della popolazione della Grande San Paolo e generavano il quarto reddito lordo più grande del Brasile. Possedevano unità di produzione in diversi comuni brasiliani, con la più alta concentrazione nello stato di San Paolo. Il suo fondatore fu l'immigrato italiano Francesco Matarazzo, che per molti anni fu l'uomo più ricco del paese.

## Storia
Francesco Matarazzo iniziò la sua attività nel 1891 con una piccola azienda che vendeva lardo a Sorocaba, città nei pressi di San Paolo. 
A questa prima attività si aggiunse ben presto l'importazione di farina di grano e cotone dagli Stati Uniti. 
Con la guerra ispano-americana del 1898, che coinvolse alcune colonie centroamericane, l'importazione della farina dagli Stati Uniti fu compromessa. Matarazzo allora iniziò ad importare il prodotto dall'Argentina. Quindi decise di lavorare la farina in Brasile. Con l'aiuto del credito accordatogli della banca inglese The London and Brazilian Bank (poi Bank of London and South America), costruì nel 1900 un moderno mulino a San Paolo, in via Monsenhor Andrade, nel sobborgo di Pari.
Il "Moinho Matarazzo", come veniva chiamato, era all'epoca la più grande fabbrica della città di San Paolo. La fabbrica lavorava 2.500 sacchi di farina al giorno, ciascuno del peso di 44 chilogrammi.
Di lì a poco Matarazzo decise di produrre anche le lattine di confezionamento, aprendo un'azienda metallurgica. Rimanendo fedele alla pratica di investire in più rami della filiera, iniziò a produrre sacchi di cotone per la farina.
Nel 1911 le diverse unità industriali che servivano le varie attività di Matarazzo, furono riunite in un'unica organizzazione dando così vita all'IRFM - Indústrias Reunidas Francesco Matarazzo (poi Indústrias Reunidas Fábricas Matarazzo). Il motto dell'azienda era Fides, Honor, Labor (Fede, Onore, Lavoro).
Fu un'azienda sempre gestita dai membri della grande famiglia Matarazzo che tuttavia nel tempo non sempre si mostrarono all'altezza del fondatore tanto che, alla fine degli anni '80 la Matarazzo dichiarò fallimento, mentre si trovava sotto la direzione di Maria Pia Matarazzo, nipote del fondatore.
L'unica fabbrica rimasta del vecchio complesso, sopravvissuto al XXI secolo, era la marca di sapone Francis.